# Travis Ganong
Travis Ganong (Truckee, 14 luglio 1988) è un ex sciatore alpino statunitense.

## Biografia
Ganong, originario di Squaw Valley, è fratello di Megan e marito di Marie-Michèle Gagnon, a loro volta sciatrici alpine.

### Stagioni 2004-2016
Specialista delle prove veloci attivo dal dicembre 2003, Ganong il 1º aprile 2005 a Mammoth Mountain ha debuttato in Nor-Am Cup classificandosi 50º in discesa libera, mentre il 20 gennaio 2006 ha esordito in Coppa Europa, senza completare il supergigante di Sella Nevea; il 7 febbraio 2007 ha colto in supergigante ad Apex la prima vittoria, nonché primo podio, in Nor-Am Cup. Ha esordito in Coppa del Mondo il 28 novembre 2009 nella discesa libera di Lake Louise, senza concludere la gara; il 26 febbraio 2010 ha conquistato ad Aspen nella medesima specialità la seconda e ultima vittoria in Nor-Am Cup, suo ultimo podio nel circuito, e il 7 marzo successivo ha ottenuto i primi punti in Coppa del Mondo a Kvitfjell in supergigante, dove si è piazzato al 28º posto.
Ha esordito ai Campionati mondiali in occasione della rassegna iridata di Garmisch-Partenkirchen 2011, nella quale è stato 24º nella discesa libera e 18º nel supergigante; due anni dopo, ai Mondiali di Schladming 2013, non ha completato la discesa libera. Ha preso parte per la prima volta a un'edizione dei Giochi olimpici invernali a Soči 2014, classificandosi 5º nella discesa libera e 23º nel supergigante. In Coppa del Mondo ha ottenuto il primo podio il 28 febbraio 2014 a Kvitfjell in discesa libera (3º) e la prima vittoria il 28 dicembre dello stesso anno a Santa Caterina Valfurva nella medesima specialità; ai successivi Mondiali di Vail/Beaver Creek 2015 si è aggiudicato la medaglia d'argento nella discesa libera e non ha concluso il supergigante. 

### Stagioni 2017-2023
Ha conquistato la seconda e ultima vittoria in Coppa del Mondo il 27 gennaio 2017 sulla pista Kandahar di Garmisch-Partenkirchen in discesa libera e ai successivi Mondiali di Sankt Moritz 2017 si è classificato 25º nella discesa libera e 14º nel supergigante, mentre a quelli di Åre 2019 è stato 26º nella discesa libera e non ha completato il supergigante e a quelli di Cortina d'Ampezzo 2021 si è piazzato 12º nella discesa libera e 8º nel supergigante. Ai XXIV Giochi olimpici invernali di Pechino 2022, sua ultima presenza olimpica, si è classificato 20º nella discesa libera e 12º nel supergigante.
Ha conquistato l'ultimo podio in Coppa del Mondo il 21 gennaio 2023 a Kitzbühel in discesa libera (3º) e ai successivi Mondiali di Courchevel/Méribel 2023, suo congedo iridato, è stato 28º nella discesa libera e 30º nel supergigante; si è ritirato al termine di quella stessa stagione 2022-2023 e l'ultima gara della sua carriera è stata la discesa libera di Coppa del Mondo disputata a Soldeu il 15 marzo, chiusa da Ganong al 20º posto.

## Palmarès

### Mondiali
- 1 medaglia:
  - 1 argento (discesa libera a Vail/Beaver Creek 2015)

### Coppa del Mondo
- Miglior piazzamento in classifica generale: 20º nel 2022
- 6 podi (5 in discesa libera, 1 in supergigante):
  - 2 vittorie
  - 4 terzi posti

#### Coppa del Mondo - vittorie
| Data             | Località                | Paese    | Specialità |
| ---------------- | ----------------------- | -------- | ---------- |
| 28 dicembre 2014 | Santa Caterina Valfurva | Italia   | DH         |
| 27 gennaio 2017  | Garmisch-Partenkirchen  | Germania | DH         |

Legenda:

DH = discesa libera

### Coppa Europa
- Miglior piazzamento in classifica generale: 131º nel 2011

### Nor-Am Cup
- Miglior piazzamento in classifica generale: 6º nel 2007
- 4 podi:
  - 2 vittorie
  - 1 secondo posto
  - 1 terzo posto

#### Nor-Am Cup - vittorie
| Data             | Località | Paese       | Specialità |
| ---------------- | -------- | ----------- | ---------- |
| 7 febbraio 2007  | Apex     | Canada      | SG         |
| 26 febbraio 2010 | Aspen    | Stati Uniti | DH         |

Legenda:

DH = discesa libera

SG = supergigante

### South American Cup
- Miglior piazzamento in classifica generale: 24º nel 2006
- 1 podio:
  - 1 terzo posto

### Australia - New Zealand Cup
- Miglior piazzamento in classifica generale: 11º nel 2010
- Vincitore della classifica di supergigante nel 2010
- 2 podi:
  - 1 vittoria
  - 1 secondo posto

#### Australia - New Zealand Cup - vittorie
| Data             | Località   | Paese         | Specialità |
| ---------------- | ---------- | ------------- | ---------- |
| 9 settembre 2009 | Mount Hutt | Nuova Zelanda | SG         |

Legenda:

SG = supergigante

### Campionati statunitensi
- 5 medaglie[4][5]:
  - 3 ori (discesa libera, supergigante nel 2010; supergigante nel 2013)
  - 2 bronzi (supergigante nel 2015; supergigante nel 2017)

### Campionati statunitensi juniores
- 1 oro (supergigante nel 2005)[senza fonte]